# Erzsébet Németh
Erzsébet Németh   (Magyarkeresztúr, 10 de febrer de 1953), de casada Csajbók, és una ex-jugadora d'handbol hongaresa que va competir entre les dècades de 1960 i 1980.
El 1976 va prendre part en els Jocs Olímpics de Mont-real, on guanyà la medalla de bronze en la competició d'handbol. Quatre anys més tard, als Jocs de Moscou, fou quarta en la mateixa competició.
En el seu palmarès també destaquen tres medalles al Campionat del món d'handbol, de bronze el 1975 i 1978, i de plata el 1982. Durant la seva carrera esportiva jugà un total de 230 partits amb la selecció nacional.
A nivell de clubs jugà al Csornai SE (1967-1973), Ferencvárosi TC (1973-1985) i Tatabányai Bányász (1986-1987). El 1978 va guanyar la lliga hongaresa.